# Uli Molsen
Uli Molsen (* 9. Februar 1947 in Hechingen) ist ein deutscher Klavier-Pädagoge, der von 1989 bis 2010 als Professor an der Hochschule für Musik und Darstellende Kunst Stuttgart wirkte. Molsen verfasste Klavierlehrwerke und Schriften zur Musikpädagogik, die teilweise in Fremdsprachen (Spanisch, Japanisch, Chinesisch) übersetzt wurden.

## Leben
Nach dem Abitur studierte Uli Molsen an der Hochschule für Musik Trossingen die Fächer Klavier, Kontrabass, Chorleitung, Dirigieren und Komposition. 1970 wurde er Leiter der Musikschule Metzingen, 1972 Leiter der Klavierklassen der Jugendmusikschule Balingen. In dieser Zeit absolvierte er ein Klavier-Aufbaustudium in Trossingen bei Jaime Padrós. Ab 1973 entfaltete Molsen eine rege Vortrags- und Kurstätigkeit mit klavierpädagogischen Themen vor allem im deutschsprachigen Raum, aber auch in Frankreich, den Niederlanden, Italien, Spanien und China.
Von 1989 bis zu seiner Emeritierung im Jahr 2010 war Uli Molsen Professor für Klavier, Klavierpädagogik und Instrumentalpädagogik an der Hochschule für Musik in Stuttgart. Von 1991 bis 1995 war er Mitglied des Präsidiums der European Piano Teachers Association. Von 1997 bis 2007 war er zudem Prorektor an der Hochschule für Musik in Stuttgart.

## Publikationen
- Flexible Basis-Technik. Klavier Musikverlag Hans Sikorski, Sikorski 1574
- Klavier-Spielbuch für Erwachsene. Heinrichshofen N2507
- Die Geschichte des Klavierspiels in historischen Zitaten. Musik-Verlag Uli Molsen, ISBN 3-9800685-0-1
- Klavier-Boutique, eine Schule mit Pfiff. Musikverlag Hans Sikorski, Sikorski 1270
- Schatz-Kiste für junge Klavierspieler. Musikverlag Hans Sikorski, Sikorski 1570
- Spiel zu zweit, leichte Stücke für Klavier zu vier Händen. Musikverlag Hans Sikorski, Sikorski 1571
- Tastenspielplatz. Musikverlag Hans Sikorski, Sikorski 1573
- Klavierschule 2000 Band 1 und 2. Heinrichshofen N 2380, 2381
- Erleben-Verstehen-Lernen, Klavierschule für Erwachsene. Heinrichshofen N 2120, Wilhelmshaven 2009, ISBN 978-3-938202-16-6, ISMN 979-0-2044-2120-6
- Barockes Klavierspiel. Musikverlag Hans Sikorski, Sikorski 1572
- Zusatzkurse Klavier: Pedal, Fingersatz, Improvisation, Artikulation, Richtiges Üben. Musikverlag Hans Sikorski, Sikorski 1271 bis 1275
- Songs of America. Musikverlag Hans Sikorski, Sikorski 1283
- Elektronische Musikinstrumente und ihre Wirkung auf den Menschen. Musikverlag Uli Molsen, ISBN 3-9800685-4-4
- Individuum und Methode. Eres Edition, Eres 2427

1. 1 2  Uli Molsen: Biographie Website von Uli Molsen

| Personendaten    | Personendaten                                  |
| ---------------- | ---------------------------------------------- |
| NAME             | Molsen, Uli                                    |
| KURZBESCHREIBUNG | deutscher Klavier-Pädagoge und Hochschullehrer |
| GEBURTSDATUM     | 9. Februar 1947                                |
| GEBURTSORT       | Hechingen                                      |